# Старушки (Житковичский район)
Старушки (бел. Старушкі) — посёлок, железнодорожная станция Старушки на линии Лунинец — Калинковичи, в Житковичском районе Гомельской области Беларуси. В составе Морохоровского сельсовета.
Кругом лес.

## География

### Расположение
В 22 км на северо-восток от Житковичей, 314 км от Гомеля.

## Транспортная сеть
Транспортные связи по просёлочной, затем автомобильной дороге Лунинец — Калинковичи. Планировка состоит из прямолинейной широтной улицы вдоль железной дороги, застроенной преимущественно деревянными домами.

## История
В связи с вводом в эксплуатацию 15 февраля 1886 года железной дороги Лунинец — Калинковичи — Гомель здесь начал действовать разъезд, а затем железнодорожная станция. В урочище работала лесопилка. В 1908 году в Лясковичской волости Мозырского уезда. В 1932 году проложена железная дорога от линии Осиповичи — Жлобин, участок от Рабкора до Старушек был разрушен во время Великой Отечественной войны и не восстанавливался. Сформировался посёлок, его название утверждено Указом Президиумом Верховного Совета БССР 21 января 1969 года. В 1959 году действовали лесничество, клуб, магазин.

## Население

### Численность
- 2004 год — 24 хозяйства, 40 жителей.

### Динамика
- 1908 год — 9 жителей.
- 1959 год — 209 жителей (согласно переписи).
- 2004 год — 24 хозяйства, 40 жителей.